# Aeshna brevistyla
Aeshna brevistyla är en trollsländeart. Aeshna brevistyla ingår i släktet mosaiktrollsländor, och familjen mosaiktrollsländor.

## Underarter
Arten delas in i följande underarter:
- A. b. brevistyla
- A. b. caledonica